# Prata (Burkina Faso)
Pour les articles homonymes, voir Prata.
Prata est une commune rurale située dans le département de Biéha de la province de Sissili dans la région du Centre-Ouest au Burkina Faso.

## Géographie
Prata est la dernière commune d'importance sur une route secondaire menant à la frontière avec le Ghana.

## Éducation et santé
Le centre de soins le plus proche de Prata est le centre de santé et de promotion sociale (CSPS) de Biéha.